# Asterothamnus alyssoides
Asterothamnus alyssoides là một loài thực vật có hoa trong họ Cúc. Loài này được (Turcz.) Novopokr. mô tả khoa học đầu tiên năm 1950.